# 昂斯杜梅

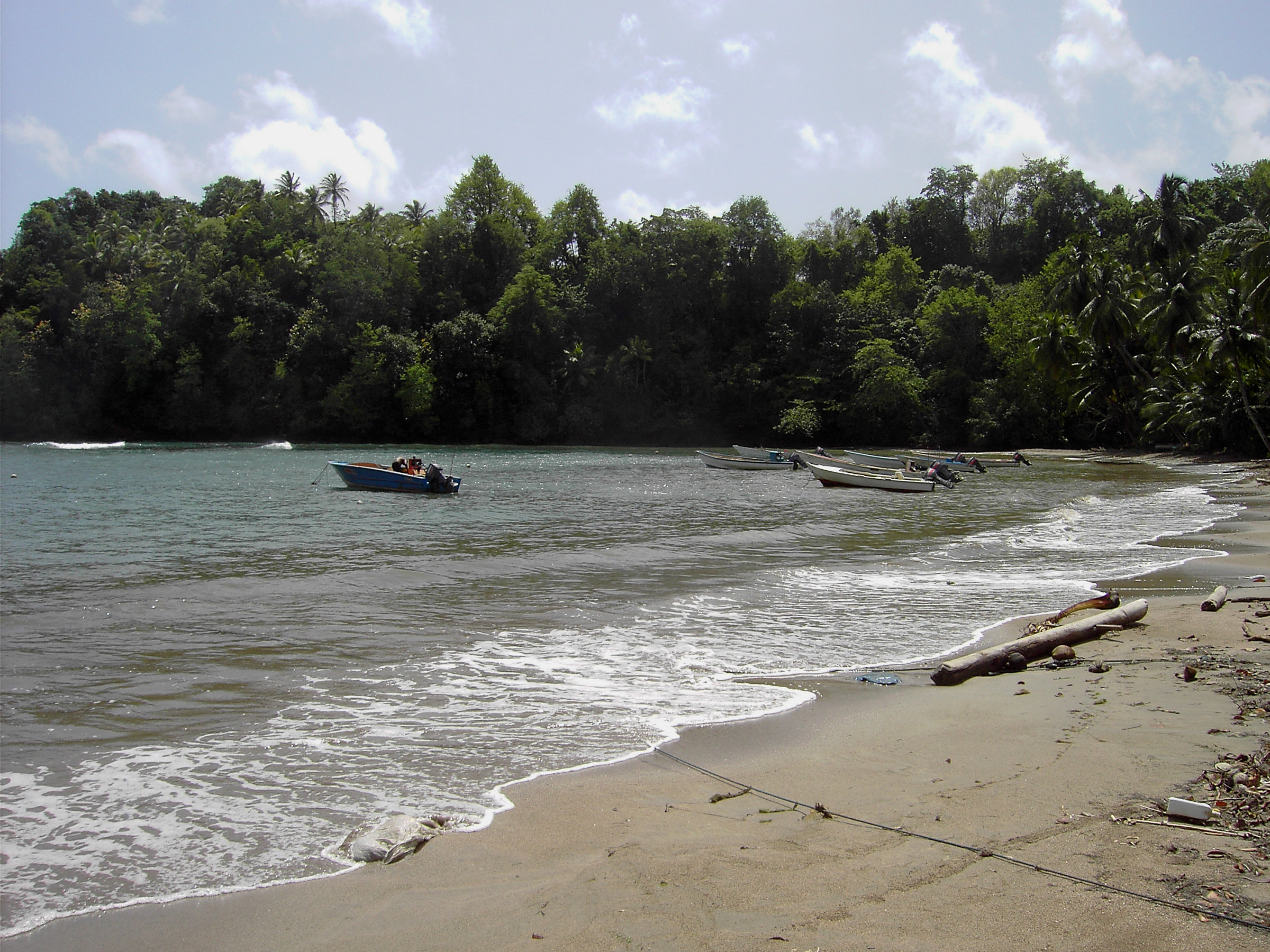
昂斯杜梅

昂斯杜梅（Anse du Mé）是加勒比海岛国多米尼克东海岸的一个村庄，行政上由圣安德鲁区负责管辖，位于卡利比西和朴茨茅斯两镇之间。
15°35′N 61°22′W / 15.583°N 61.367°W